# Mark A. Altman
Mark A. Altman (...) è un produttore cinematografico statunitense, noto per avere prodotto la serie televisiva Castle e il film House of the Dead.

## Filmografia
- Free Enterprise, regia di Robert Meyer Burnett (1998)
- The Specials, regia di Craig Mazin (2000)
- House of the Dead, regia di Uwe Boll (2003)
- All Souls Day: Dia de los Muertos, regia di Jeremy Kasten (2005)
- Cacciatori di zombie, (House of the dead 2) regia di Uwe Boll (2005)
- The Darkroom, regia di Michael Hurst (2006)
- DOA: Dead or Alive, regia di Corey Yuen (2006)
- Castle (2009)
- Terapia d'urto (2011)
- Femme Fatales: Sesso e crimini (2011-2012)
- Pandora (2019-in corso)